# Rudolf Dassler
Rudolf Dassler (født 26. marts 1898, død 27. oktober 1974) var bror til Adolf Dassler, og de startede sammen firmaet Adidas, men blev senere uvenner, hvorefter Rudolf Dassler startede sit eget firma Puma, som fokuserede på modetøj.